# Жусиапи
Жусиапи (порт. Jussiape) — муниципалитет в Бразилии, входит в штат Баия. Составная часть мезорегиона Юго-центральная часть штата Баия. Входит в экономико-статистический микрорегион Сеабра. Население составляет 11 459 человек на 2006 год. Занимает площадь 523,395 км². Плотность населения — 21,9 чел./км².

## История
Город основан 9 июля 1962 года.

## Статистика
- Валовой внутренний продукт на 2003 год составляет 16 906 606,00 реалов (данные: Бразильский институт географии и статистики).
- Валовой внутренний продукт на душу населения на 2003 год составляет 1483,04 реала (данные: Бразильский институт географии и статистики).
- Индекс развития человеческого потенциала на 2000 год составляет 0,660 (данные: Программа развития ООН).